# 白鯨伝説
『白鯨伝説』（はくげいでんせつ）は、NHK衛星第2テレビジョンの「衛星アニメ劇場」内で1997年から1999年にかけて放送された日本のテレビアニメシリーズ。

## 概要
ハーマン・メルヴィルの小説『白鯨』をモチーフに、監督の出崎統が長年温めていたアイディアから制作したSFアニメである。出崎統・杉野昭夫の共著「アニメーション制作技法 〜『4701白鯨』を創る〜」誌上の題材「4701白鯨」が原案となっている。ただし、内容的にはメルヴィルの『白鯨』よりも、むしろ同じく出崎監督作の（「白い悪魔」を討ちにいく仲間たちの旅を描いた）アニメ『ガンバの冒険』と似た点が多い。
放送時は制作状況が逼迫しており、作品のクオリティを維持するため、幾度にもわたって総集編や再放送で番組枠を埋めていた。制作会社の倒産により1997年10月29日放送の第18話をもって一度打ち切りになり、その後手塚プロダクションに権利が移動、制作が再開される。
約1年後の1998年10月21日から『プリンセスナイン 如月女子高野球部』の後番組として第1話から再放送を開始し、1999年3月24日より第19話以降を放送。当初は全39話の予定だったが、上記の理由などにより短縮され、同年5月12日まで全26話が放送された。
DVD-BOX付属の解説書の表紙にはLegend of HAKUGEIと書いてあるが、英語版の題名はHakugei: Legend of Moby Dickである。

## ストーリー
西暦4701年。人類が宇宙に広がったはるか未来、自動操縦のまま宇宙を漂流する廃宇宙船は「鯨」と呼ばれ、それを回収することを生活の糧とする「鯨捕り」たちがいた。その海千山千の鯨捕りたちのなかでもっとも有名なのが、エイハブ船長率いるレディ・ウィスカー号一味「エイハブ鯨捕りカンパニー」であった。
そのエイハブの元に、少年ラッキーが弟子入りにおしかけてくる。入社テストに合格したラッキーは、エイハブ鯨捕りカンパニーの一員となる。エイハブ鯨捕りカンパニーは「鯨捕り」の最中に宇宙漂流していたアンドロイドのデュウを見つける。自分の名前以外の記憶を喪失していたデュウをエイハブは仲間に加えた。
しかし、実はラッキーは女の子であり、ラッキーの故郷である惑星モアドは惑星破壊兵器「白鯨」の惑星破壊実験目標とされ、人々は連邦軍の強制退去政策によって狩られており、ラッキーの兄シローがリーダーとなって連邦軍へのレジスタンス活動を行っていたのだ。ラッキーは助けを求めにやって来たのであった。その「白鯨」と因縁のあるエイハブはこの仕事を受け、一行はモアドに向かう。
モアドに到着した一行は大気圏突入時に「白鯨」と交戦。圧倒的な「白鯨」の攻撃力にレディ・ウィスカー号は船体を引き裂かれ、海へと沈む。一行は無事に脱出できたものの、デュウとははぐれてしまう。モアドに降りたエイハブたちに、連邦政府直属の警備隊が襲いかかる。その頃、モアドに着任した連邦政府特別補佐官オハラは、デュウの捕獲指令を出し、捕えてしまう。オハラはデュウ自身が「白鯨」=惑星破壊兵器の起爆装置であることを告げた。
警備隊の攻撃をかいくぐり、シローたちレジスタンスと合流を果たしたエイハブ一行は警備隊本部からデュウを救い出すことに成功するが、連邦政府はモアドへ第7艦隊を新たに派遣していた。第7艦隊による攻撃が行われ、戦いの最中にシローが命を落とす。シローの死を確認した連邦政府=連邦の大統領は、モアド問題の終結と勝利を宣言した。
エイハブたちの前に再び「白鯨」が姿を現す。「白鯨」が引き起こした大波は、海中に沈んだレディ・ウィスカー号を浜辺に打ち上げた。エイハブたちは急ぎレディ・ウィスカー号の修理を行い、「白鯨」に対して最後の「鯨捕り」に向かう。

## 登場人物

### 主要人物
デュウ
声 - 関俊彦
登録番号ESP4678-201号の惑星開発用アンドロイド。宇宙を漂流していたところをエイハブによって回収されるが自身の登録番号、名前以外の記憶は失われていた。なぜかエイハブに気に入られ、仲間に加わって惑星モアドへ向かうことになる。
デュウと白鯨の前身は惑星消滅弾を開発した科学者アベルカイン博士。アベルカイン博士は惑星消滅弾の使用に反対したため、連邦政府により国家反逆罪でアンドロイド改造刑にされる。アベルカイン博士の意識は、デュウと白鯨にそれぞれ分けられ、白鯨は宇宙戦艦を経て、惑星消滅兵器に転換され、デュウは起爆装置となった。
エイハブ・イシュマール・アリ
声 - 大塚明夫
35歳（4666年生）。宇宙船レディ・ウィスカー号船長。漂流した宇宙船=鯨を捕獲・転売する「エイハブ鯨捕りグループ」社長。勇猛果敢、質実剛健、出前迅速の自称「鯨捕り三冠王」。駆け出しのチンピラだった頃、超戦艦「白鯨」の攻撃で隻眼隻脚となった。
ラッキー・ラック
声 - 水谷優子
本編の語り部も務める。14歳（4687年生）。当初は鯨捕り志願としてエイハブたちのもとに現れる。
最初、男の子のふりをしていたが、透視機能を持つデュウによってみんなの前で女の子であることを暴露される。本名はサチコ・トキサダ。惑星モアドのレジスタンスグループリーダー、シロー・トキサダの妹であり、惑星モアド救出のために、腕利きの鯨捕りに助力を願うためにやってきた。

### エイハブ鯨獲りカンパニー関係者
アトレ
声 - 新山志保（第1話 - 第19話）、大本眞基子（第20話 - 第26話）
鯨捕り見習いとなったラッキーの自称「教育係」。ラッキーよりも年下の11歳。多少、ひねくれて突っ張ったところがある。亡くなった父親は、エイハブの片腕でレディ・ウィスカー号の機関長だった。
ルーシー
声 - 鈴木琢磨
ロボットの鳥。外見は白い体にトサカと足が赤色、目と腹部のメダル上の部品は緑色である。くちばしは九官鳥のような形状。エイハブ鯨捕りグループのマスコット的存在。エイハブの肩にとまっている他、アジトやレディ・ウィスカー号の船内を飛び回っている。
ドク・クリスチャンセン
声 - 園部啓一
エイハブ鯨捕りグループのチーフドクター（といっても1人）。エイハブグループでは副官的存在。
クック
声 - 宝亀克寿
エイハブ鯨捕りグループのコック長。少々脂っこくてパンチが足りないが美味い料理を作る。
ババ
声 - 大友龍三郎
ダイママ星の勇猛な先住民族タトゥ族の末裔。巨躯全体に刺青をしている。先祖は人食いだったと伝えられ力も強いが、気は優しい。
ムラトとの戦いで死亡したと思われたが、危機に陥ると仮死状態になるタトゥ族の特徴により一命をとりとめ復活し、白鯨との戦いに赴く。
スピードキング
声 - 内田直哉
元ロードレーサー。両親も筋金入りの暴走族で、母親がハコ乗りの最中に生まれたとのこと。俊敏かつ有能なパイロット。友情に厚い性格である。
ババが仮死状態になったときには一番悲しんでいた。
ムッツ・ガンリュウ
声 - 梁田清之
キングクーロン一の超セラミック剣の使い手。走力はアンドロイドのデュウと互角。当初は瞑想にふけるなど物静かでキザな人物だったが、作品がコメディチックになるにつれてギャグもこなすようになった。常に兜を装着しているが、脱ぐとアフロ。
アカデミアス
声 - 鈴木琢磨
エイハブ鯨捕りグループのメカニック・スーパーバイザー。天才的なプログラマーで地球の公立科学院卒のエリートとして将来は連邦科学省の高級官僚を嘱望された身だったが、なぜか鯨捕りの一員となった。エキセントリックな性格と沈着冷静な性格が同居する。
ホワイトハット
声 - 安原義人
連邦警察86分署捜査一課刑事。電子ムチの使い手。元宇宙刑務所看守長でエイハブが脱獄したため責任を問われ減俸処分。ショックで禿げてしまう。妻（ヨシコというらしい）に愛想を尽かされ、娘を連れて離婚され独り身となり、エイハブへの復讐に燃えて刑事に転進。しかし、エイハブを追っていたはずなのにいつの間にか追われる身に転落、エイハブと共にモアドへ行く破目になる。

### 惑星モアド関係者
セイラ
声 - 篠原恵美
惑星モアドの歌姫（作品中ではエンディング曲の『約束』を歌う。なお作中の歌は篠原本人の歌唱）。慰安用に製造された女性型アンドロイド。エネルギー源はモアド特産の毒性植物ポワジーの花であり、他の惑星では「生きて」いけない。住民の強制移住後もモアドに残り、強制移住に抵抗し犯罪者として捕えられた恋人ハリー・トンプソンを待ち続ける。
エイハブらとはぐれて1人で浜辺に流れ着いたデュウをハリーと呼んで介抱する。デュウがモアド警備隊に捕えられた際には、エイハブの元を訪れ、その事実を告げ救出を依頼した。
シロー・トキサダ
声 - 柏倉つとむ
惑星モアドのレジスタンスグループのリーダー。
信仰の力でレジスタンスを束ねる宗教家であり、強大な超能力を持つ。
リサ
声 - 佐久間レイ
惑星モアドのレジスタンスメンバー。幼い息子がいる。
コバ・ガルシア
声 - 小林清志
惑星モアド第16鉱区の元作業員。67歳（4634年生）。いい年をしてキヨシという名の犬を相棒に「イージー・ライダー」になってサイドカーに乗り、自由に走り回る。
実は医者から余命半年と宣告され残された時間を生かそうと自由を求めて走り回っていたが、エイハブ一行を助けるためにムラトに向かって吶喊し、壮烈な爆死を遂げた。
ミカ・ミッシェル・イーダ
声 - いいだ美夏
惑星モアド・レジスタンスに所属する女の子。エイハブ・グループの身の回りを世話することとなる。レディ・ウィスカーのクルーは「マリーさんファンクラブ」（後述）に続き、またもや「ミカちゃんファンクラブ」を結成した。モアドにまでやってきたマリーとはエイハブをめぐり恋のさや当てを演じるが、そのうち意気投合し良いコンビとなった。
担当声優のいいだ美夏は、衛星アニメ劇場のナビゲーターを務めていた。

### 地球連邦関係者
ムラト
声 - 玄田哲章
モアド警備隊長。惑星モアドの住民強制移住を現地で指揮し、レジスタンスからは冷酷で残忍なアンドロイドとして蛇蝎のごとく恐れられている。身長3メートルの強力な巨人アンドロイドで、エイハブ一行が全員でかかってもまったく歯が立たなかった。
アンドロイドに改造される前は、元プロボクサーでスペースチャンピオンのJ・R・ジェイコブズ。40名を殺害したため、アンドロイド改造刑を受けた。処刑前に収監されていた刑務所でエイハブ、ホワイトハットとは旧知の間柄。エイハブには刑務所でリンチにあったところを助けられたことから恩義を感じていた。
住民運動の激化に対し殺人許可も与えられる。
ジェーン・オハラ
声 - 鶴ひろみ
連邦惑星開発特別補佐官としてモアド爆破計画を担当する。大統領の側近で野心家。惑星開発局長への昇進を狙う。
女王様気質、というよりサディスティックな女王様そのもので、ムラトを完全に支配していた。
ホー将軍
声 - 水島裕
連邦派遣軍第7艦隊の若き司令官。新大統領の第14番目の息子。後ろ盾を失った上にレジスタンスにてこずるオハラを拘束しようとするが、ムラトによって惨殺される。
新大統領
息子の1人であるホー将軍を殺されたことで武力討伐を強行。シローの死亡を確認すると連邦全域にモアド問題の終結と新年と共に惑星消滅弾の試験を行いモアドが消滅する様子を一大イベントとして公開することをにこやかに宣言した。
白鯨
声 - 幹本雄之
連邦軍の超戦艦。惑星消滅兵器に改造され、惑星モアドの周回軌道上にある。

### その他
マリー
声 - 工藤栄子
惑星ケープ・ゴッドの女子大生。初出は第8話。喫茶店のアルバイトとして登場。大学での研究テーマのため、レディ・ウィスカー号に密航する。レディ・ウィスカーのクルーたちは「マリーさんファンクラブ」を結成した。後に雑誌の臨時記者としてモアドに現れた。語尾が「○○だしぃ〜」となる癖がある。
担当声優の工藤栄子は番組エンディング曲も歌っている。

## スタッフ
- 原案 - ハーマン・メルヴィル作『白鯨』
- 原作 - 出崎統、杉野昭夫（創芸社刊）
- 企画 - 松谷孝征、清水義裕（第19話 - 第26話）
- 監督・絵コンテ - 出崎統
- 助監督 - 松園公
- キャラクターデザイン・総作画監督 - 高谷浩利、佐藤正樹
- メカデザイン - 鈴木勤
- 美術監督 - 河野次郎
- 色彩設計 - 西香代子
- 撮影監督 - 白井久男、高橋宏固、野口肇
- 編集 - 森田清次
- 録音監督 - 山田智明
- 音楽 - 安藤まさひろ、和泉宏隆（第3話以降、和泉宏隆の単独表記）
- 音楽監督 - 鈴木清司
- プロデューサー
  - 片山哲夫、森島恒行（第1話 - 第18話）
  - 宇田川純男、久保田稔（第19話 - 第26話）
- 制作協力 - スタジオジュニオ（第1話 - 第18話）、あんなぷる
- 制作 - イメージケイ、ソニー・ミュージックエンタテインメント（以上、第1話 - 第18話）→手塚プロダクション（第19話 - 第26話）

## 主題歌
オープニングテーマ「風とゆく」
作詞 - 朝水彼方 / 作曲・編曲 - 安藤まさひろ / 歌 - 落合ひろひと
エンディングテーマ「約束」
作詞 - 朝水彼方 / 作曲・編曲 - 安藤まさひろ / 歌 - 工藤栄子

## 各話リスト
| 話数   | 放送日         | サブタイトル                    | 脚本            | 演出                | 作画監督                            |
| ------ | -------------- | ------------------------------- | --------------- | ------------------- | ----------------------------------- |
| 第1話  | 1997年 4月9日  | ふきだまり                      | 小出克彦        | 松園公              | 玉川達文                            |
| 第2話  | 4月16日        | 鯨捕りたち                      | 植田浩二        | 吉本毅              | 佐藤正樹                            |
| 第3話  | 4月23日        | 寒い星から来た…                 | 森絵都 出崎統   | 松園公              | 岩井優器                            |
| 第4話  | 4月30日        | 白い悪魔                        | 出崎統          | 吉本毅              | 寺沢伸介                            |
| 第5話  | 5月7日         | 超戦艦・白鯨                    | 出崎統          | 山中英治            | 小丸敏之                            |
| 第6話  | 5月14日        | さらば! キングクーロン          | 出崎統          | 関田修              | 粟井重紀                            |
| 第7話  | 5月28日        | はじめまして、幽霊船            | 出崎統          | 熊谷雅晃            | 斉藤浩信 細野明美                   |
| 第8話  | 6月4日         | いとしのケープ・ゴット          | 出崎統          | 橋本三郎            | 小丸敏之 初見浩一 谷口明弘 寺沢伸介 |
| 第9話  | 6月18日        | ファンクラブ誕生                | 出崎統          | 関田修              | 粟井重紀 岩井優器                   |
| 第10話 | 6月25日        | 惑星モアド                      | 植田浩二        | 山中英治 下瀬とおる | 岩井優器                            |
| 第11話 | 7月9日         | さよなら、レディウィスカー…     | 植田浩二        | 熊谷雅晃 小高義規   | 斉藤浩信 細野明美                   |
| 第12話 | 7月23日        | 恋人たち                        | 出崎統 植田浩二 | 関田修              | 初見浩一 谷口明弘                   |
| 第13話 | 7月30日        | イージー・ライダー              | 出崎統          | 新谷修悠 下瀬とおる | 小丸敏之 丹羽恭利                   |
| 第14話 | 9月3日         | ラサーラ超特急                  | 出崎統          | 佐土原武之          | 斉藤浩信 細野明美                   |
| 第15話 | 9月10日        | 歌姫                            | 小出克彦 出崎統 | 関田修              | 谷口明弘 初見浩一                   |
| 第16話 | 9月17日        | 起爆装置                        | 出崎統          | 熊谷雅晃            | 高谷浩利 岩井優器                   |
| 第17話 | 10月22日       | 独立宣言                        | 植田浩二 出崎統 | 佐土原武之 山中英治 | 太田浩 小丸敏之 丹羽恭利            |
| 第18話 | 10月29日       | 野獣伝説                        | 出崎統          | 関田修              | 高谷浩利 岩井優器                   |
| 第19話 | 1999年 3月24日 | エイハブの逆襲                  | 出崎統          | 松園公              | 青木真理子                          |
| 第20話 | 3月31日        | タトウ族の末裔                  | 出崎統          | 桑原智              | 瀬谷新二 釘宮洋 鈴木勤              |
| 第21話 | 4月7日         | カム・バック                    | 出崎統          | 吉村文宏            | 高谷浩利                            |
| 第22話 | 4月14日        | 許されざる者たち                | 出崎統          | 松園公              | 杉野昭夫                            |
| 第23話 | 4月21日        | モアド開戦                      | 出崎統          | 桑原智              | 内田裕                              |
| 第24話 | 4月28日        | 伝説のはじまり…迷走             | 出崎統          | 松園公 さきまくら   | 杉野昭夫                            |
| 第25話 | 5月5日         | 伝説のはじまり…カウント・ダウン | 出崎統          | 吉村文宏            | 西田正義                            |
| 第26話 | 5月12日        | くじら捕り達の伝説              | 出崎統          | 松園公              | 高谷浩利                            |

総集編・記念番組
ビデオ化などはされていない。
1. プロローグ 〜出崎監督大いに語る（1997年4月2日）
2. 出発・モアドへ（1997年5月21日） 第1話 - 第6話の総集編
3. 鯨捕りたちの旅路（1997年7月2日） 第8話 - 第10話の総集編
4. 「白鯨伝説」を描く（1997年7月16日）
5. 新たなる伝説の序章（1997年8月13日） 第2話 - 第5話の総集編
6. エイハブという名の男（1997年8月20日） 第6話 - 第9話の総集編
7. 惑星に捧げる歌声（1997年8月27日） 第10話 - 第12話の総集編

## 関連商品

### ビデオ / LD / DVD / Blu-ray
VHS・LD（ソニー・ミュージックエンタテインメント）
2巻まで（第1話 - 第8話を収録）
発売中に放送が打ち切りになったため、3巻以降は発売中止になった。
DVD（NBCユニバーサル・エンターテイメントジャパン）
DVD-BOX5枚組（全26話を収録）
Blu-ray（ハピネット）
COMPLETE Blu-ray BOX4枚組（全26話を収録）

### CD
| 発売日        | タイトル                  | 規格品番  |
| ------------- | ------------------------- | --------- |
| 1997年7月21日 | 白鯨伝説 サウンドトラック | SRCL-4012 |

### 文献
- 出﨑統、杉野昭夫『アニメーション制作技法 －『4701白鯨』を創る－』
創芸社、1994年。ISBN 4881440632／復刻版：復刊ドットコム、2020年。ISBN 4835457242